# 6-Stunden-Rennen von Silverstone 1981

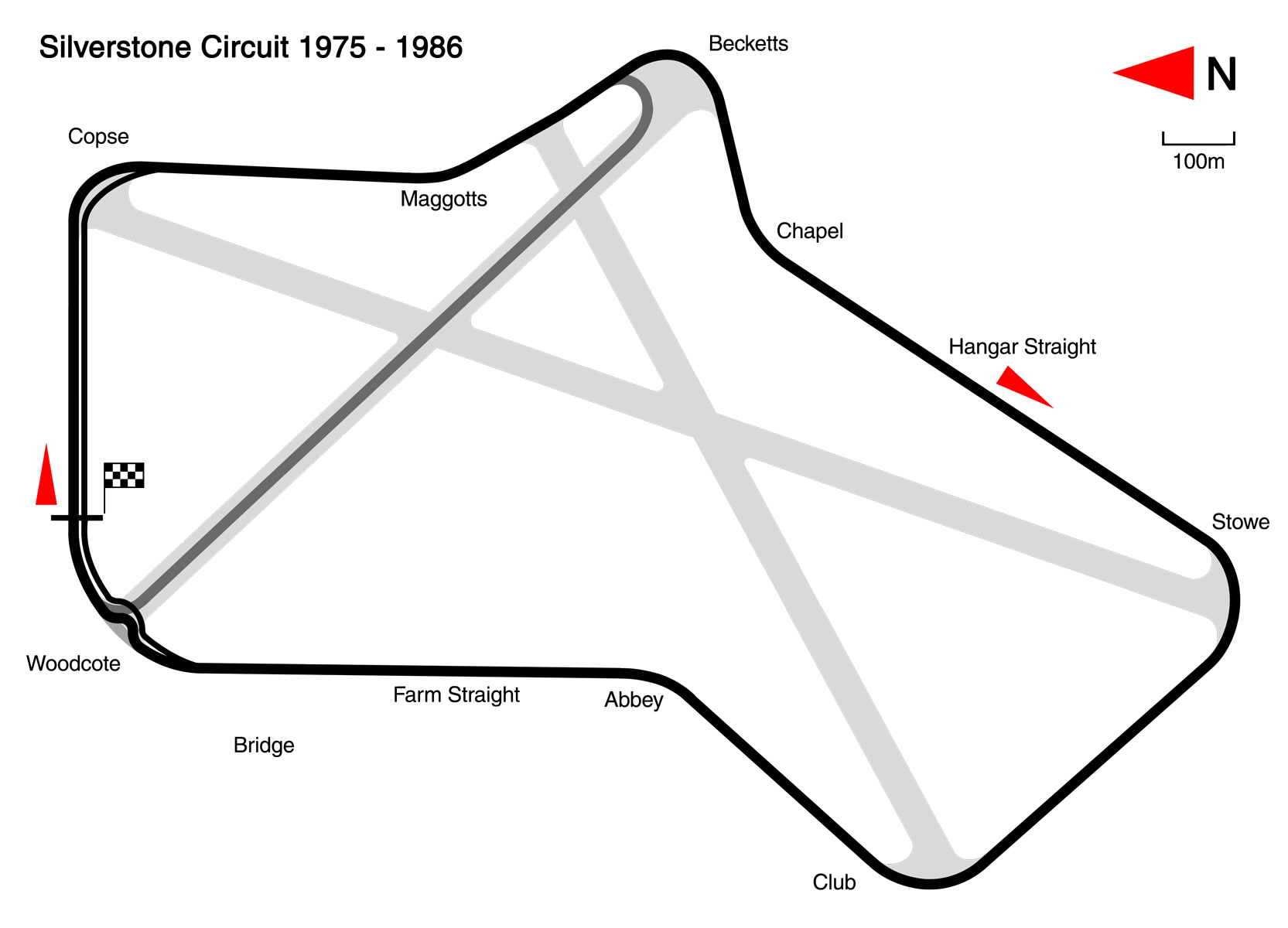
Streckenlayout des Silverstone Circuit 1981

Das 6-Stunden-Rennen von Silverstone 1981, auch Silverstone World Championship 6 Hours, Silverstone Grand Prix Circuit, fand am 10. Mai auf dem Silverstone Circuit statt und war der sechste Wertungslauf der Sportwagen-Weltmeisterschaft dieses Jahres.

## Das Rennen
Das 6-Stunden-Rennen von Silverstone zählte 1981 sowohl zur Fahrer als auch zur Markenwertung der Sportwagen-Weltmeisterschaft. Die schnellste Trainingszeit erzielte Jochen Mass in einem von Reinhold Joest gemeldeten Porsche 908, der in der Klasse für Sportwagen bis 2-Liter-Hubraum an den Start ging. Im Rennen hatte die Joest-Mannschaft kein Rennglück, denn Mass verunfallte auf der regennassen Strecke schon in der ersten Runde.
Das Rennen gewannen Walter Röhrl, Dieter Schornstein und Harald Grohs mit dem Vorsprung von zwei Runden auf den BMW M1 von Derek Bell, Steve O’Rourke und David Hobbs.

## Ergebnisse

### Schlussklassement
| 1                  | Gruppe 5 | 22 | Vegla Racing Team                   | Walter Röhrl Dieter Schornstein Harald Grohs        | Porsche 935J            | 206 |
| 2                  | GTX      | 40 | Emka Productions                    | Derek Bell Steve O’Rourke David Hobbs               | BMW M1                  | 204 |
| 3                  | S + 2.0  | 7  | Siegfried Brunn                     | Siegfried Brunn Eddie Jordan                        | Porsche 908/3TC         | 204 |
| 4                  | S 2.0    | 56 | Osella Squadra Corse                | Lella Lombardi Giorgio Francia                      | Osella PA9              | 201 |
| 5                  | Gruppe 5 | 24 | Wera Meissberg Team                 | Edgar Dören Jürgen Lässig                           | Porsche 935K3           | 200 |
| 6                  | GTX      | 39 | Bob Akin Motor Racing Inc.          | Bob Akin Bobby Rahal Peter Lovett                   | Porsche 935K3           | 199 |
| 7                  | Gruppe 5 | 62 | Lubrifilm Racing                    | Beppe Gabbiani Giorgio Schön Giorgio Pianta         | Lancia Beta Montecarlo  | 195 |
| 8                  | GTU      | 45 | Mazdaspeed                          | Yōjirō Terada Win Percy                             | Mazda RX-7 235i         | 195 |
| 9                  | GT       | 33 | Formelrennsport Club Zurich         | Peter Zbinden Edi Kofel Marco Vanoli                | Porsche 924 Carrera GTR | 194 |
| 10                 | Gruppe 5 | 25 | Jacques Guérin                      | Jacques Guérin Christian Bussi Jean-Pierre Delaunay | Porsche 935             | 192 |
| 11                 | GT       | 32 | Canon Cameras Racing with GTi Eng.  | Richard Lloyd Tony Dron                             | Porsche 924 Carrera GTR | 186 |
| 12                 | Gruppe 5 | 65 | Team Castrol Juergen Rassmussen     | Lars-Viggo Jensen Jens Winther                      | BMW 320i                | 185 |
| 13                 | GTU      | 44 | Z & W Enterprises Inc.              | Ray Ratcliff Fred Stiff Marion Speer                | Mazda RX-7              | 181 |
| 14                 | GT       | 31 | Angelo Pallavicini                  | Angelo Pallavicini Neil Crang                       | Porsche 934             | 181 |
| 15                 | GT       | 36 | Morris Stapleton Motors Ltd.        | Bruce Stapleton Richard Down William Wykeham        | Morgan Plus 8           | 177 |
| 16                 | S 2.0    | 54 | Dorset Racing Associates            | Peter Clark Nick Mason Nick Faure                   | Lola T297               | 176 |
| Nicht klassiert    |          |    |                                     |                                                     |                         |     |
| 17                 | S 2.0    | 52 | G.T.P. International Racing Ltd.    | Richard Jones Barrie Williams                       | Chevron B31             | 141 |
| Ausgefallen        |          |    |                                     |                                                     |                         |     |
| 18                 | Gruppe 5 | 58 | Tuff-Kote Dinol Racing              | Mike Wilds Jan Lundgardh                            | Porsche 935Li           | 177 |
| 19                 | GTX      | 41 | Simon Phillips                      | Mike Salmon Steve Earle Simon Phillips              | Ferrari 512BB/LM        | 162 |
| 20                 | Gruppe 5 | 28 | Martini Racing                      | Riccardo Patrese Eddie Cheever                      | Lancia Beta Montecarlo  | 156 |
| 21                 | Gruppe 5 | 27 | Preston Henn                        | Adrian Yates-Smith Preston Henn                     | Porsche 935K3           | 143 |
| 22                 | GT       | 30 | Richard Cleare                      | Richard Cleare Andy Rouse                           | Porsche 934             | 142 |
| 23                 | S 2.0    | 51 | Rolf Götz                           | Rolf Götz Roland Binder                             | Lola T296               | 124 |
| 24                 | GT       | 35 | BASF Team GS Sport                  | Hans-Joachim Stuck Hans Heyer                       | BMW M1                  | 116 |
| 25                 | Gruppe 5 | 21 | Charles Ivey Racing                 | Dudley Wood John Cooper                             | Porsche 935K3           | 101 |
| 26                 | Gruppe 5 | 18 | Jolly Club                          | Martino Finotto Carlo Facetti                       | Ferrari 308GTB          | 95  |
| 27                 | S + 2.0  | 1  | Banco Occidental Ultramar Team Lola | Guy Edwards Emilio de Villota                       | Lola T600               | 94  |
| 28                 | GTX      | 42 | Modena Engineering                  | Richard Bond Bobby Bell Steve Griswold              | Ferrari 512BB           | 94  |
| 29                 | S + 2.0  | 10 | Ian Bracey                          | Tiff Needell Vivian Candy Tony Trimmer              | Ibec P6                 | 25  |
| 30                 | Gruppe 5 | 60 | Martini Racing                      | Andrea de Cesaris Piercarlo Ghinzani                | Lancia Beta Montecarlo  | 3   |
| 31                 | S 2.0    | 55 | David Mercer                        | David Mercer Mike Chittenden                        | Vogue SP2               | 2   |
| 32                 | S + 2.0  | 5  | Reinhold Joest                      | Jochen Mass Reinhold Joest Volkert Merl             | Porsche 908/80          | 1   |
| Nicht gestartet    |          |    |                                     |                                                     |                         |     |
| 33                 | S + 2.0  | 9  | Belga Team                          | Jean-Michel Martin Philippe Martin Alain de Cadenet | De Cadenet-Lola LM      | 1   |
| 34                 | Gruppe 5 | 29 | Janspeed A.D.A. Engineering         | Ian Harrower John Brindley                          | Triumph TR8             | 2   |
| 35                 | Gruppe 5 | 63 | Morfe Racing                        | Richard Jenvey Lawrie Hickman                       | Lotus Esprit Si         | 3   |
| Nicht qualifiziert |          |    |                                     |                                                     |                         |     |
| 36                 | T        | 38 | John Markey                         | David Palmer John Markey                            | AMC AMX Spirit          | 4   |

### Nur in der Meldeliste
Hier finden sich Teams, Fahrer und Fahrzeuge, die ursprünglich für das Rennen gemeldet waren, aber aus den unterschiedlichsten Gründen daran nicht teilnahmen.
| Pos. | Klasse   | Nr. | Team                      | Fahrer                                                      | Chassis                |
| ---- | -------- | --- | ------------------------- | ----------------------------------------------------------- | ---------------------- |
| 37   | GTP      | 2   | Z & W Enterprises Inc.    | Pierre Honegger Paul Canary                                 | McLaren M12 GT         |
| 38   | S + 2.0  | 6   | Reinhold Joest            | Volkert Merl Jürgen Barth                                   | Porsche 908/3          |
| 39   | S + 2.0  | 12  | Henning Haggenbauer       | Henning Haggenbauer Hans Müller-Perschl                     | KMW SP30               |
| 40   | S + 2.0  | 14  | Bob Marsland              | Bob Marsland Francis Polak                                  | March 81S              |
| 41   | Gruppe 5 | 19  | Sauber Racing Switzerland | Marc Surer Dieter Quester                                   | BMW M1                 |
| 42   | Gruppe 5 | 20  | BMW Italy                 | Teo Fabi                                                    | BMW M1                 |
| 43   | Gruppe 5 | 27  | Adrian Yates-Smith        | Adrian Yates-Smith                                          | Porsche 911SC          |
| 44   | GT       | 34  | BMW Zol 'Auto             | François Sérvanin Pierre-François Rousselot Laurent Ferrier | BMW M1                 |
| 45   | S 2.0    | 51  | Rolf Götz                 | Helmut Bross Rolf Götz                                      | Toj SC205              |
| 46   | Gruppe 5 | 61  | Martini Racing            |                                                             | Lancia Beta Montecarlo |
| 47   | Gruppe 5 | 67  | Radbourne Racing Ltd.     | Steve Soper Ian Flux                                        | Fiat X1/9              |

### Klassensieger
| Klasse                  | Fahrer          | Fahrer             | Fahrer       | Fahrzeug                | Platzierung im Gesamtklassement |
| ----------------------- | --------------- | ------------------ | ------------ | ----------------------- | ------------------------------- |
| Sportwagen über 2 Liter | Siegfried Brunn | Eddie Jordan       |              | Porsche 908/3TC         | Rang 3                          |
| Sportwagen bis 2 Liter  | Giorgio Francia | Lella Lombardi     |              | Osella PA9              | Rang 4                          |
| Gruppe 5                | Walter Röhrl    | Dieter Schornstein | Harald Grohs | Porsche 935K3           | Gesamtsieg                      |
| GT                      | Peter Zbinden   | Edi Kofel          | Marco Vanoli | Porsche 924 Carrera GTR | Rang 9                          |
| GTX                     | Derek Bell      | Steve O’Rourke     | David Hobbs  | BMW M1                  | Rang 2                          |
| GTU                     | Yōjirō Terada   | Win Percy          |              | Mazda RX-7 253i         | Rang 8                          |

### Renndaten
- Gemeldet: 47
- Gestartet: 32
- Gewertet: 16
- Rennklassen: 6
- Zuschauer: 10000
- Wetter am Renntag: zuerst Regen, im weiteren Rennverlauf trocken
- Streckenlänge: 4,719 km
- Fahrzeit des Siegerteams: 6:00:00,000 Stunden
- Gesamtrunden des Siegerteams: 206
- Gesamtdistanz des Siegerteams: 967,312 km
- Siegerschnitt: 161,218 km/h
- Pole Position: Jochen Mass – Porsche 908/80 (#5) – 1.21,320 – 208,890 km/h
- Schnellste Rennrunde: Eddie Jordan – Porsche 908/3TC (#7) – 1.26.020 – 197,476 km/h
- Rennserie: 6. Lauf zur Sportwagen-Weltmeisterschaft 1981